# Zhongjianornis
 (juillet 2025).
Si vous disposez d'ouvrages ou d'articles de référence ou si vous connaissez des sites web de qualité traitant du thème abordé ici, merci de compléter l'article en donnant les références utiles à sa vérifiabilité et en les liant à la section « Notes et références ».
Zhongjianornis yangi
Genre
Espèce
Zhongjianornis est un genre fossile d'oiseaux primitifs ayant vécu durant le Crétacé inférieur, il y a environ 120 à 122 millions d’années, dans ce qui est aujourd’hui le Nord-Est de la Chine, plus précisément dans la formation de Jiufotang, riche en fossiles. Il n'est représenté que par son espèce type, Zhongjianornis yangi. 

## Description physique
Zhongjianornis mesurait probablement entre 30 et 40 cm de long. L’animal présentait un squelette allégé, un bec sans dents (édenté) — ce qui est rare chez les oiseaux primitifs de cette époque — et des membres antérieurs très développés, indiquant une capacité de vol bien avancée.
Le crâne était allongé avec une ouverture nasale relativement grande. Ses ailes longues et fines évoquent une capacité de vol actif, bien que certains chercheurs pensent qu’il s’agissait plutôt d’un planeur ou d’un voilier.

## Caractéristiques évolutives
Ce qui rend Zhongjianornis particulièrement important pour l'étude de l'évolution des oiseaux, c'est qu’il est considéré comme l'un des oiseaux les plus basaux (primitifs) connus à posséder un bec totalement dépourvu de dents. Cela représente une étape clé dans la transition évolutive entre les dinosaures théropodes et les oiseaux modernes.
Il présente un mélange unique de traits primitifs (comme un sternum peu développé et l’absence de quille) et de traits avancés (bec sans dents, structure légère du squelette), ce qui en fait un forme de transition entre les premiers oiseaux comme Archaeopteryx ou Jeholornis et les oiseaux plus évolués (Ornithothoraces).

## Paléoécologie
Zhongjianornis vivait dans un environnement de lacs peu profonds, de forêts humides et volcaniques, typique du biotope du Crétacé inférieur du Liaoning. Ce climat était subtropical à tempéré, avec une riche biodiversité de poissons, de reptiles, d'amphibiens, d'insectes et d'autres oiseaux primitifs. Il partageait son habitat avec des espèces célèbres comme Microraptor, Confuciusornis, Sapeornis ou encore Yixianornis.
Son régime alimentaire reste incertain, mais étant donné l'absence de dents et la morphologie de son bec, il est probable qu’il se nourrissait d’insectes, de graines, de fruits ou de petits invertébrés.

## Signification paléontologique
Zhongjianornis est une pièce cruciale du puzzle évolutif. Il montre que l’édentation (perte des dents) est apparue indépendamment dans plusieurs lignées d'oiseaux primitifs, bien avant l’apparition des oiseaux modernes (Neornithes). Il illustre aussi l’évolution des capacités de vol chez les oiseaux anciens, et l’expérimentation morphologique qui a caractérisé cette période.

## Controverse et débats scientifiques
Initialement considéré comme un oiseau très basal, Zhongjianornis a vu sa position phylogénétique remise en question. Des études plus récentes ont suggéré qu'il pourrait en fait appartenir à un groupe plus évolué, proche des Ornithothoraces, en raison de caractéristiques comme la fusion de certains os du squelette postcrânien. La qualité de préservation du fossile a aussi influencé ces débats.

## Systématique
Le nom valide complet (avec auteur) de ce taxon est Zhongjianornis Zhou, Zhang (d) & Li (d), 2010.
À noter que certaines sources ne citent que Zhou & Li comme auteurs. 

### Étymologie
Le nom générique, Zhongjianornis, qui signifie littéralement « oiseau de Zhongjian », a été donné en l'honneur de Zhongjian Yang, l'un des pionniers de la paléontologie chinoise.

### Publication originale
- (en) Zhou Zhonghe, Zhang Fucheng et Li Zhiheng, « A new Lower Cretaceous bird from China and tooth reduction in early avian evolution », Proceedings of the Royal Society B, Royaume-Uni, vol. 277,‎ 8 juillet 2009, p. 219-227 (ISSN 0962-8452, e-ISSN 1471-2954, DOI 10.1098/rspb.2009.0885).